# Робъртсън (остров)
Робъртсън (на английски: Robertson Island) е остров в северозападна част на море Уедъл, попадащо в акваторията на Атлантическия сектор на Южния океан. Разположен е на 57 km югоизточно от Антарктическия полуостров (Бряг Норденшелд на Земя Греъм), в пределите на разрушилия се в този участък шелфов ледник Ларсен. Дължина от северозапад на югоизток 21 km, ширина 10 km..
Открит е на 9 декември 1893 от норвежкия полярен изследовател Карл Антон Ларсен, който го наименува в чест на Уилям Робътсън (? – 1897), спонсор на експедицията.